# التعليم في جمهورية أيرلندا
النظام التعليمي في أيرلندا شبيه جدا بالأنظمة التعليمية في الدول الغربية الأخرى. يضم النظام التعليمي ثلاثة أطوار وهي الابتدائي، الثانوي، والعالي. التطور الاقتصادي منذ ستينات القرن العشرين ساهم في إحداث تغييرات على النظام التعليمي.

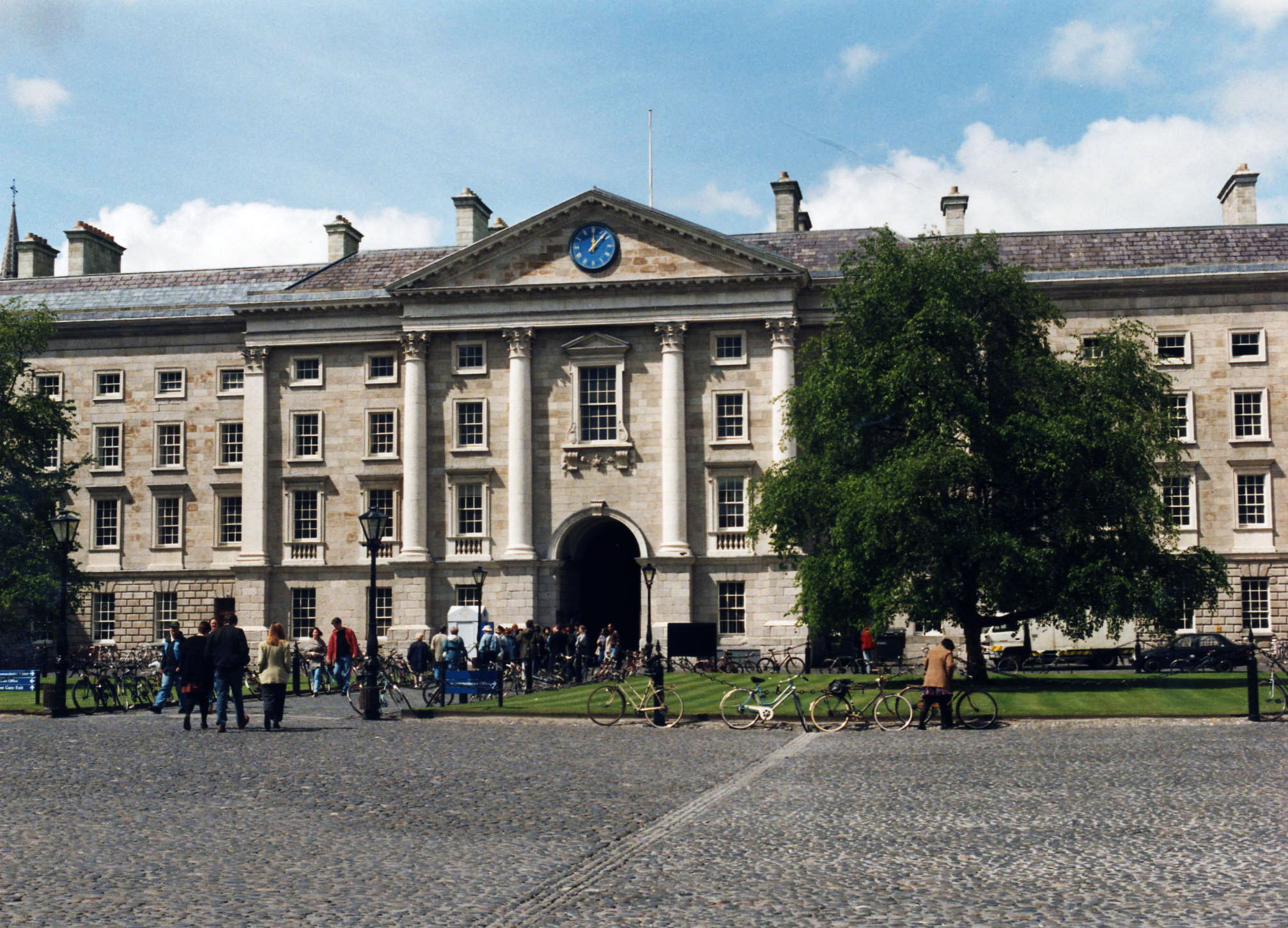
كلية الثالوث في دبلن.

## نظرة عامة
التعليم إجباري من سنة السادسة إلى السادسة عشرة، لكن العديد من الأطفال يلتحقون بالتعليم ما قبل المدرسي أو التحضيري في سن الرابعة. الحكومة هي الممول الرئيسي لقطاع التعليم، وأغلب المؤسسات التعليمية لا تفرض رسوم دراسية. يجب على الأولياء دفع التكاليف الدراسية الأخرى، كشراء الكتب والأدوات المدرسية والزي الرسمي.
يشرف على النظام التعليمي وزارة التربية والكفاءات، في حين أن التعليم العالي من اختصاص الوكالة الوطنبية للكفاءات في أيرلندا ووكالة التعليم العالي. إضافة إلى ذلك، هناك العديد من اللجان التي تساهم في تسيير التعليم على المستوى المحلي.
يضمن الدستور الإيرلندي حق التمدرس في المنزل، لكنه لا يوضح المستوى المطلوب تحصيله من التعليم المنزلي، ولهذا هناك العديد من المشاكل المرتبطة بهذه القضية.
في عام 1973 تم إلغاء إجبارية إدراج الإيرلندية في شهادة التعليم الثانوي، لكن يجب على التلاميذ المتمدرسين في مدارس حكومية تعلم اللغة الإيرلندية. يستثنى من هذه القاعدة التلاميذ الذين درسوا لسنوات عديدة خارج البلاد أو الذين لديهم صعوبات في التعلم.
لغة التعليم هي الإنجليزية في جميع المراحل التعليمية، ما عدا في المدارس المدعوة بـGaelscoileanna أين لغة التعليم هي الإيرلندية وهذه المدارس تزداد شعبية في البلاد. أغلب التخصصات في الجامعة تدرس باللغة الإنجليزية.

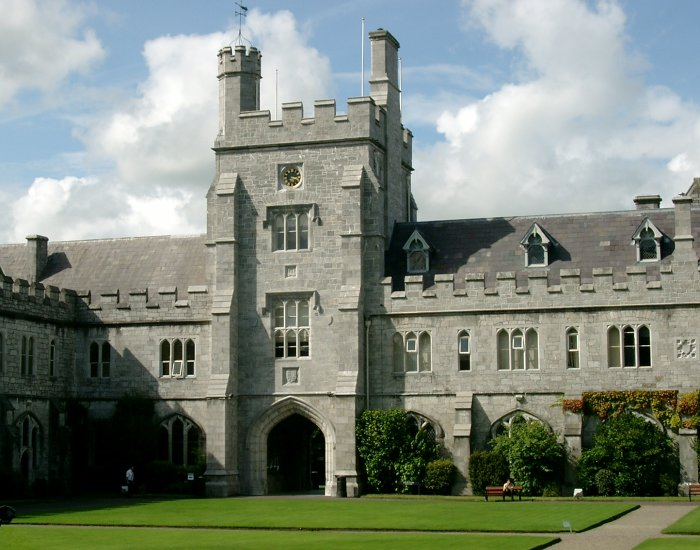
كلية كورك الجامعية.

## الطور الابتدائي
يتكون الطور الابتدائي من ثمانية سنوات من مرحلتين: مرحلة الحضانة التي تدوم بين سن الرابعة والخامسة، ثم مرحلة الصف الأول إلى الصف السادس من التعليم الابتدائي التي تدوم من سن السادسة إلى سن الثانية عشرة. بين عامي 1929 و1967 كان يجب على التلاميذ إجراء امتحان رسمي في نهاية المرحلة الابتدائية. لاحقا تم الغاء هذا الامتحان واستبداله بامتحانات أقل رسمية. منهاج التعليم الابتدائي الحالي يعود لعام 1999، ويقوم على قاعدتيتن أساسيتين: الأولى هي تطوير شخصية، ذكاء، وقدرات الطفل، والثانية هي ضمان استقلالية المدارس المسيرة من طرف المؤسسات الدينية.
رغم وجود عدة أنواع من مؤسسات التعليم الابتدائي، عادة لا يحق للأولياء اختيار النوع الذين يريدونه لابنائهم حيث هم مقيدون بالخيارات المتاحة على المستوى المحلي. هذا ما سبب مشكلا في المناطق التي تجذب أعداد كبيرة من المهاجرين، حيث أن العديد منهم لا يعتنق الديانة الكاثولكية لكنهم مجبرون على تسجيل أبنائهم في مدارس كاثوليكية. المشكل الآخر هو أن هته المدارس تتلقى طلبات تفوق طاقة استعابها، ما جعل البعض منها يلزم الأولياء على تقديم شهادة تثبت أن الطفل تم تعميده حسب الديانة الكاثولكية قبل قبوله في المدرسة.
 هناك أربعة أنواع من مؤسسات التعليم الابتدائي:
- المدارس الوطنية ويعود تاريخها للقرن التاسع عشر أين تم إقرار التعليم العام في البلاد. تسير هته المدارس من قبل لجنة محلية ذات طابع ديني، يترأسها غالبا كاهن.[6][7] هذا النوع الوحيد من المؤسسات المتوفر في بعض المناطق.
- مدارس Gaelscoileanna وهذا النوع من المؤسسات حديث يعود لأواخر القرن العشرين.[6] تتميز هته المدارس بكونها تستعمل اللغة الإيرلندية كلغة تعليم، وقد إزداد تواجدها في جميع أنحاء البلاد. تسير هته المدارس منظمة تدعى بـ Foras Pátrúnachta na Scoileanna Lán-Ghaeilge التي تأسست في عام 1993.
- مدارس Gaeltacht وهي شبيهة جدا بالنوع السابق، لكنها تنحصر عادة في المناطق أين يتحدث السكان اللغة الإيرلندية كلغة أم.
- المدارس متعددة الديانات وهذا نوع جديد مسير من مؤسسة غير ربحية تدعى بـEducate Together أو «لنعلم معا». تستقبل هته المدارس الأطفال من جميع التوجهات الدينية.[8]

## الطور الثانوي
يبدأ التلاميذ الطور الثانوي في سن الثانية عشر. يدوم التعليم الثانوي لخمس أو ست سنوات، ويتكون من مرحلتين: المرحلة الدنيا لثلاث سنوات والمرحلة العليا لسنتين. عادة ما يتوقف التلاميذ عن الدراسة لمدة عام بين المرحلتين، ويدعى هذا العام بعام الانتقال. يخصص التلاميذ هذا العام في نشاطات غير مدرسية أو تطوير مهارات مهنية.
يتعلم التلاميذ في المرحلة الدنيا من التعليم الثانوي الإنجليزية، الإيرلندية، الرياضيات، التاريخ، الجغرافيا، لغة أجنبية واحدة أو إثنتين، التربية المدنية والاجتماعية والسياسية. تنتهي هته المرحلة بامتحان يدعى Junior Certificate، وعادة ما يجتاز التلاميذ هذا الامتحان في سن الرابعة عشرة.
تدوم المرحلة العليا من التعليم الثانوي لمدة عامين، وتنتهي بامتحان Leaving Certificate. يمكن للتلاميذ إجراء الامتحان في ثلاث مستويات: المستوى الأساسي الذي يتكون من ثلاث اختبارات فقط في الإنجليزية، الإيرلندية، والرياضيات، المستوى العادي، والمستوى المتقدم. يتكون المستوى العادي والمتقدم من ست اختبارات على الأقل. في كل المستويات، اختبارات اللغة الإنجليزية والإيرلندية والرياضيات إجبارية. يتحصل التلاميذ على نقاط مختلقة حسب المستوى الذي يختارونة، ثم تجمع كل النقاط في معدل واحد. تختلف معدلات القبول حسب الجامعة وحسب التخصص، مثلا كلية الثالوث في دبلن تشترط 570 نقطة على الأقل لدراسة الحقوق، في حين كلية دبلن الجامعية تشترط 310 نقطة على الأقل لدراسة تخصص علم الحاسوب.
للمدارس الثانوية المهنية امتحان خاص بها يدعى بـLeaving Certificate Vocational Programme ويسمح للتلاميذ دخول المعاهد المهنية. يوجد امتحان آخر يدعى بـLeaving Certificate Applied مخصص للتلاميذ الذين لا يودون مواصلة دراسات عليا لكن يودون إثبات أن لديهم مستوى التعليم الثانوي.
هناك أربعة أنواع من مؤسسات التعليم الثانوي:
- المدارس الثانوية العامة وهي الأكثر انتشارا وتضم حوالي 55 بالمائة من التلاميذ. تمول هته المدارس من طرف الحكومة لكنها تسير من طرف الكنسية أو مؤسسات دينية أخرى. لا تشترط هته المدارس دفع تكاليف دراسية.
- المدارس المهنية وتختص بالتكوين المهني ليس للتلاميذ فحسب بل كذلك الاشخاص البالغين. تسير هته المدارس من طرف لجان التعليم المهني.
- المدارس الشاملة وتجمع بين التعليم العام والتعليم المهني، وتسير من طرف مجلس إدارة وتمول من طرف وزارة التربية.
- المدارس الثانوية الطائفية وتسير بشكل خاص لكنها ممولة من طرف الدولة.

## التعليم العالي
مؤسسات التعليم العالي المؤهلة لمنح شهادات جامعية لكل المستويات هي جامعة مدينة دبلن، معهد التكنولوجيا في دبلن، جامعة أيرلندا الوطنية، جامعة دبلن، وجامعة ليمريك. في عام 2001 وللمرة الأولى في تاريخ البلاد تجاوزت نسبة التلاميذ الداخلين للجامعة من التعليم الثانوي الخمسين من المائة، واستمرت هته النسبة بالارتفاع في العقد الموالي.
بفضل برنامج «مبادرة الدراسة المجانية» تقوم وزارة المالية بدفع تكاليف الدراسة للطلبة الذين يتوفرون على شروط معينة، بما في ذلك الجنسية الإيرلندية وبطاقة الإقامة. تبلغ تكاليف التسجيل في الجامعة حوالي ألفي أورو.
معظم الجامعات تتبع نظام القبول المفتوح، حيث لا يختار الطلبة تخصصهم لغاية نهاية السنة الأولى من الدراسات العليا.
في عام 1997 تم التصويت على القانون المنظم للتعليم العالي، ومن أهم خصائص هذا القانون اتاحة التعليم العالي لجميع طبقات الشعب.

## روابط خارجية
- موقع الدراسة في أيرلندا.